# Afritzer See
Afritzer See är en sjö i Österrike. Den ligger i förbundslandet Kärnten, i den centrala delen av landet. Afritzer See ligger 747 meter över havet. Arean är 0,45 kvadratkilometer. Den sträcker sig 1,6 kilometer i nord-sydlig riktning, och 0,8 kilometer i öst-västlig riktning.